# 埃庇卡摩斯
埃庇卡摩斯（希臘語：Επίχαρμος，拉丁化：Epicharmus；前540年—前450年），希臘喜劇劇作家、哲學家，對西西里、多里安的戲劇影響甚大。現代人對埃庇卡摩斯的認識主要源於《蘇達辭書》和阿特納奧斯、第歐根尼·拉爾修的作品。
根据《苏达辞书》，他的父亲名叫提蒂洛斯，或者叫奇马洛斯，抑或是西奇斯。他编写了52部剧本。已知的是，埃庇卡摩斯于波斯战争爆发前六年曾于叙拉古排演戏剧。柏拉图在泰阿泰德篇中曾将埃庇卡摩斯视为喜剧作家的代表人物。

## 作品鉴赏
墓碑体一首：
εἰμὶ νεκρός: νεκρὸς δὲ κόπρος, γῆ δ᾽ ἡ κόπρος ἐστίν:εἰ δ᾽ ἡ γῆ θεός ἐστ᾽, οὐ νεκρός, ἀλλὰ θεός.
我是一具死尸，死尸是粪土。大地盖亚也是粪土。若盖亚是神，我便不是死尸，而是神。——埃庇卡摩斯，伊利亚德注22.414